# Перкин Уорбек (пьеса)
«Историческая хроника Перкина Уорбека» (англ. The chronicle historie of Perkin Warbeck) — историческая трагедия английского драматурга Джона Форда, впервые опубликованная в 1634 году.
Действие пьесы происходит в конце XV века. Её герой — реальный исторический персонаж, который объявил себя одним из тауэрских принцев и возглавил мятеж. Остаётся неясным, самозванец это или настоящий принц, но драматург изобразил Уорбека с явной симпатией.
«Перкина Уорбека» высоко оценил Томас Элиот, считавший его одной из лучших исторических пьес своего времени.